# نهر سوج
نهر سوج (البيلاروسية:Сож) هو نهر دولي يتدفق في روسيا وبيلاروسيا وأوكرانيا.هو رافد الضفة اليسرى لنهر دنيبر. يمرّ النهر عبر غوميل، ثاني أكبر مدينة في بيلاروسيا.
يتم عبور النهر بجسر سوج، وجسر قوسي نفقي في غوميل. يظهر النهر على طابع وطني بقيمة 300 روبل.